# Barsby
Barsby – wieś w Anglii, w hrabstwie Leicestershire. Leży 13 km na północny wschód od miasta Leicester i 144 km na północny zachód od Londynu.